# بومادران انبوه
بومادران انبوه، بومادران سرسان (نام علمی: Achillea conferta) نام یک گونه از سرده بومادران است.